# Francisco Javier Cruz
Francisco Javier Cruz (Cedral, 24 marzo 1966) è un ex calciatore messicano.

## Carriera
Ha fatto parte della Nazionale messicana al Campionato mondiale di calcio 1986.

## Palmarès

### Club

#### Competizioni nazionali
- Campionato messicano: 1

Monterrey: 1986
- Coppa del Messico: 1

Monterrey: 1991-1992